# Éjféli gyors Lisszabonba (film)
Az Éjféli gyors Lisszabonba (eredeti cím: Night Train to Lisbon) 2013-ban bemutatott német-svájci-portugál filmdráma, amelyet Bille August rendezett, főszereplője Jeremy Irons. Pascal Mercier azonos című regénye alapján a forgatókönyvet Greg Latter és Ulrich Herrmann írta. 
A film először a 63. Berlini Nemzetközi Filmfesztiválon szerepelt, a versenyen kívüli programban (2013).

## Rövid történet
Egy svájci professzor megmenti egy nő életét, majd otthagyja tanári pályáját és visszavonult életét, hogy izgalmas szellemi kalandba fogjon, amely a saját lelke legmélyére vezet.

## Cselekmény
|  | Alább a cselekmény részletei következnek! |

Raimund Gregorius berni professzor, az antik nyelvek tanára megment egy portugál nőt, aki egy hídról akar leugrani. A baleset után a nő eltűnik, de a kabátja a professzornáll marad. Ebben talál egy könyvet egy portugál szerzőtől, Amadeu do Pradótól. A könyv az orvos-filozófus gondolatait tartalmazza,, amelyeket a portugál diktátor, António de Oliveira Salazar regnálásának korszakában írt le, és Raimund a megszállottja lesz az írásnak. A könyvben talál egy vonatjegyet Lisszabonba, és hirtelen elhatározással felszáll a vonatra. Kalandos nyomozásba kezd a szerző és barátai után, amelynek során feltárja életüket, kapcsolatukat és konfliktusaikat. Eközben saját életét is teljesen át kell értékelnie.
|  | Itt a vége a cselekmény részletezésének! |

## Szereplők
| Szerep                                   | Színész            | Magyar hangja (1. szinkron, 2014) |
| ---------------------------------------- | ------------------ | --------------------------------- |
| Raimund Gregorius                        | Jeremy Irons       | Kőszegi Ákos                      |
| Estefânia                                | Lena Olin          | Incze Ildikó                      |
| Estefânia fiatalon                       | Mélanie Laurent    | Hay Anna                          |
| Amadeu do Prado                          | Jack Huston        | Szatory Dávid                     |
| Mariana                                  | Martina Gedeck     | Tóth Ildikó                       |
| Da Silva                                 | Nicolau Breyner    | Cs. Németh Lajos                  |
| Jorge O’Kelly                            | Bruno Ganz         | Fodor Tamás                       |
| Jorge O’Kelly fiatalon                   | August Diehl       | Géczi Zoltán                      |
| Bartolomeu atya                          | Christopher Lee    | Perlaki István                    |
| Bartolomeu atya fiatalon                 | Filipe Vargas      | N/A                               |
| Adriana do Prado                         | Charlotte Rampling | Nyakó Júlia                       |
| Adriana do Prado fiatalon                | Beatriz Batarda    | Pap Lujza                         |
| João Eça                                 | Tom Courtenay      | Rosta Sándor                      |
| João Eça fiatalon                        | Marco d′Almeida    | Makranczi Zalán                   |
| Clotilde idősen                          | Jane Thorne        | Bókai Mária                       |
| Prado bíró                               | Burghart Klaußner  | Forgács Gábor                     |
| Rui Luís Mendes, a „lisszaboni mészáros” | Adriano Luz        | N/A                               |

## Bemutató
A filmet a Berlini Filmfesztiválon mutatták be 2013. március 7-én. Magyarországi bemutatójának időpontja 2013. október 24.

## Fordítás
- Ez a szócikk részben vagy egészben  a    Night Train to Lisbon (film) című angol Wikipédia-szócikk ezen változatának fordításán alapul.  Az eredeti cikk szerkesztőit annak laptörténete sorolja fel. Ez a jelzés csupán a megfogalmazás eredetét és a szerzői jogokat jelzi, nem szolgál a cikkben szereplő információk forrásmegjelöléseként.